# Amaurobius kratochvili
Amaurobius kratochvili är en spindelart som beskrevs av Miller 1938. Amaurobius kratochvili ingår i släktet Amaurobius och familjen mörkerspindlar.
Artens utbredningsområde är Kroatien. Inga underarter finns listade i Catalogue of Life.